# Chinche Lafuente
Francisco Javier Lafuente Torralba, más conocido como "Chinche" Lafuente fue un jugador de baloncesto español, que ocupaba la posición de base. (Madrid, Comunidad de Madrid, España, 23 de marzo de 1961).
Actualmente es profesor de Educación Física en el colegio Huerta Santa Ana de Gines (Sevilla). Socio fundador de la empresa de servicios deportivos Ketal Sport S. Desde el año 1999 colabora con Canal Sur en la retransmisión de los partidos de baloncesto. Entrena a los equipos alevines e infantiles del Instituto Vicente Aleixandre (Sevilla).
Es el responsable del blog vivirconella.com en el cual cuenta cómo es la convivencia con una enfermedad degenerativa rara como es la enfermedad de Huntington que le fue diagnosticada a su mujer Carmen hace más de una década. Imparte conferencias hablando de los valores del deporte aplicados a la actividad diaria.
En el mes de septiembre de 2019 publicó el libro "Vivir con ella, un paseo por la vida"

## Trayectoria
Formado en la cantera del Colegio San Viator de Madrid y en el  Estudiantes, siendo su primer equipo como profesional el CB Canarias, luego volvería a  Estudiantes, y también jugaría en el Caja Bilbao,  CB Sevilla, y se acabaría por retirar en el  Estudiantes. Jugó 383 partidos en la ACB, promediando 24 minutos por partido.

## Clubes
- 1980-81 Primera B. C.B. Canarias.
- 1981-83 Liga Nacional. Estudiantes.
- 1983-86 ACB. Estudiantes.
- 1986-89 ACB. Cajabilbao.
- 1989-94 ACB. Caja San Fernando.
- 1994-95 ACB. Estudiantes.

## Selección Española
- Selección de España Junior. Campeonato de Europa de Celje.

## Palmarés
- 1985-86 Copa Príncipe de Asturias. Estudiantes. Campeón.